# イオン住宅ローンサービス
イオン住宅ローンサービス株式会社（イオンじゅうたくローンサービス）は、東京都千代田区に本社を置く日本の金融事業者で、AFSコーポレーション株式会社の子会社。

## 概要
不動産投資ローン（マンション）を主な商品とするイオングループの企業である。以前は、フラット35などの住宅ローン関連商品も取り扱っていたが、2016年に、会社分割により株式会社イオン銀行に事業を承継した。かつては東芝グループの東芝ファイナンス（現オリコプロダクトファイナンス）の子会社であったが、2012年1月にイオンクレジットサービス株式会社、及び株式会社イオン銀行と株式譲渡契約を締結し、イオングループ入りしている。

## 沿革
- 1980年2月 - 東芝・ゼネラルエレクトリックファイナンス株式会社として設立
- 1983年7月 - 東芝総合ファイナンス株式会社に商号変更
- 1999年2月 - 投資用マンションローンの取扱を開始
- 2005年2月 - 東芝住宅ローンサービス株式会社へ商号変更
- 2005年3月 - フラット35取扱開始
- 2012年1月 - イオンクレジットサービス株式会社、及び株式会社イオン銀行と株式譲渡契約を締結
- 2012年4月 - イオン住宅ローンサービス株式会社へ商号変更
- 2013年4月 - イオンクレジットサービス株式会社と株式会社イオン銀行の経営統合に伴い、イオンフィナンシャルサービス株式会社の連結子会社となる。[4]
- 2016年5月 - 会社分割により株式会社イオン銀行へ住宅ローン事業を承継
- 2019年4月 - 吸収分割にて、イオンフィナンシャルサービス株式会社が保有する株式がAFSコーポレーション株式会社へ承継され、AFSコーポレーション株式会社の子会社となる。[5]